# Ngozi
Ngozi es una ciudad del norte de Burundi. Es la capital de la provincia de Ngozi.